# Jakub Janetzký
Jakub Janetzký (12 giugno 1997) è un calciatore ceco, centrocampista dello Zbrojovka Brno.

## Caratteristiche tecniche
È un centrocampista offensivo.

## Carriera
Cresciuto nel settore giovanile dell'Opava, debutta in prima squadra il 6 marzo 2015 giocando l'incontro di seconda divisione perso 1-0 contro l'Ústí nad Labem. Nel 2017 passa al Jablonec dove debutta nella massima serie ceca, ma a causa dello scarso impiego dopo sei mesi fa ritorno all'Opava in prestito per una stagione e mezza. Il 12 luglio 2019 viene acquistato a titolo definitivo dal Trinity Zlín.

## Statistiche
Statistiche aggiornate al 29 dicembre 2020.

### Presenze e reti nei club
| Stagione        | Squadra         | Campionato      | Campionato | Campionato | Coppe nazionali | Coppe nazionali | Coppe nazionali | Coppe continentali | Coppe continentali | Coppe continentali | Altre coppe | Altre coppe | Altre coppe | Totale | Totale | Totale |
| Stagione        | Squadra         | Comp            | Pres       | Reti       | Comp            | Pres            | Reti            | Comp               | Pres               | Reti               | Comp        | Pres        | Reti        | Pres   | Reti   |        |
| --------------- | --------------- | --------------- | ---------- | ---------- | --------------- | --------------- | --------------- | ------------------ | ------------------ | ------------------ | ----------- | ----------- | ----------- | ------ | ------ | ------ |
| 2014-2015       | Opava           | FNL             | 11         | 0          | CR              | 0               | 0               |                    | -                  | -                  |             | -           | -           | 11     | 0      |        |
| 2015-2016       | Opava           | FNL             | 13         | 2          | CR              | 1               | 0               |                    | -                  | -                  |             | -           | -           | 14     | 2      |        |
| 2016-2017       | Opava           | FNL             | 26         | 3          | CR              | 5               | 2               |                    | -                  | -                  |             | -           | -           | 31     | 5      |        |
| 2017-gen. 2018  | Jablonec        | 1L              | 3          | 0          | CR              | 1               | 0               |                    | -                  | -                  |             | -           | -           | 4      | 0      |        |
| gen.-giu. 2018  | Opava           | FNL             | 9          | 1          | CR              | 0               | 0               |                    | -                  | -                  |             | -           | -           | 9      | 1      |        |
| 2018-2019       | Opava           | 1L              | 29         | 3          | CR              | 2               | 0               |                    | -                  | -                  |             | -           | -           | 31     | 3      |        |
| Totale Opava    | Totale Opava    | Totale Opava    | 88         | 9          |                 | 8               | 2               |                    | -                  | -                  |             | -           | -           | 96     | 11     |        |
| 2019-2020       | Trinity Zlín    | 1L              | 22         | 1          | CR              | 1               | 0               |                    | -                  | -                  |             | -           | -           | 23     | 1      |        |
| 2020-2021       | Trinity Zlín    | 1L              | 13         | 2          | CR              | 0               | 0               |                    | -                  | -                  |             | -           | -           | 13     | 2      |        |
| Totale Zlin     | Totale Zlin     | Totale Zlin     | 35         | 3          |                 | 1               | 0               |                    | -                  | -                  |             | -           | -           | 36     | 3      |        |
| Totale carriera | Totale carriera | Totale carriera | 126        | 12         |                 | 10              | 2               |                    | -                  | -                  |             | -           | -           | 136    | 14     |        |